# David Christian
David Gilbert Christian (Brooklyn, 8 december 1946) is een Amerikaanse wereldhistoricus.
Hij volgde zijn opleiding aan de Universiteit van Oxford en de University of Western Ontario en was daarna verbonden aan de Macquarie Universiteit in Sydney in Australië van 1975 tot 2000. In 2001 begon hij aan de San Diego State University.
Aanvankelijk hield hij zich bezig met Russische en Europese geschiedenis. Hij werd beïnvloed door de nieuwe historiografische richting Annaliste en het werk van Fernand Braudel in het bijzonder.
Een poging de Russische geschiedenis in een bredere context te plaatsen bracht hem bij wereldgeschiedenis. Hij maakte daarbij de context zo breed dat hij begon bij de oerknal en noemde deze richting big history. Dit vond navolging in de rest van Australië, Nederland en de Verenigde Staten.